# 국보디자인
국보디자인(Kukbo Design Co. Ltd.)는 대한민국의 인테리어디자인 기업이다. 본사는 서울특별시 마포구 서교동 477-22에 위치해 있으며 대표이사는 황창연이다. 황 대표가 납세자의 날 기념식에서 은탑산업훈장을 받았다 실내 인테리어 분야에서 국내 1위 기업으로, 고급 아파트와 비주거 부문에서 강력한 시장 지배력을 가지고 있다

## 논란
회사 자본을 활용한 무리한 주식투자 문제가 지적된 적이 있다.

## 참고문헌
1. ↑  은탑산업훈장 수상한 황창연 (주)국보디자인 대표
2. ↑  민경빈, "테슬라가 국보는 아니잖아요" 주식농부, 국보디자인에 주주환원 확대 제안, MTN뉴스, 2023-02-22